# Nornagest
 (décembre 2020).
Si vous disposez d'ouvrages ou d'articles de référence ou si vous connaissez des sites web de qualité traitant du thème abordé ici, merci de compléter l'article en donnant les références utiles à sa vérifiabilité et en les liant à la section « Notes et références ».
Nornagest, né Régis Lant en 1977 à Liège en Belgique est un chanteur et guitariste de black metal qui chante avec Enthroned.

## Biographie
Il est né de père anglais et de mère belge, son cousin (Cronos du groupe Venom) l'initie dès son plus jeune âge à la musique et d'autres personnes de son entourage assurent son initiation à l'ésotérisme et à la magie.
Nornagest pratique le satanisme théiste, la démonologie goétienne et l'occultisme et est radicalement opposé à toute forme de dominance religieuse.
Depuis 2007, il est le principal parolier du groupe Enthroned.

## Discographie
Avec Enthroned
- Towards the Skullthrone of Satan (1997)
- Regie Satanas (1998)
- The Apocalypse Manifesto (1999)
- P-2000 (2000)
- Armoured Bestial Hell (2000)
- Goatlust (2001)
- Carnage in Worlds Beyond (2002)
- XES Haereticum (2004)
- Black Goat Ritual (2005)
- Tetra Karcist (2007)
- Pentagrammaton (2010)

Avec The Beast
- Pacta Conventa Doemonolorum (1996)
- Him (1998)
- Fixed by the Devil (2002)

Avec Plague
- Vision of the Twilight (2003)

Avec Infected
- Progress Legacy (1993)

Avec Heresia
- Fall into Dementia (1990)

Invité sur les albums de
- Antaeus - Blood Libels (2006)
- Grabak - Agash Daeva (2007)
- Demonizer - Triumphator (2008)
- Absu - Absu (2009)